# 程异
程 异（てい い、生年不詳 - 819年）は、唐代の官僚・政治家。字は師挙。本貫は京兆府長安県。

## 経歴
太子左諭徳の程献可の子として生まれた。父の病を看病して、郷里に孝悌で知られた。明経に及第し、海陵県主簿を初任とした。開元礼科に登第し、鄭県県尉に任じられた。官吏の職務に詳しく、判断を滞らせることがなかった。貞元14年（798年）、杜確が同州刺史となると、程异はその補佐をつとめた。貞元15年（799年）、杜確が河中尹となると、程异は引き続きその補佐をつとめた。
貞元末年、程异は監察御史に抜擢され、虞部員外郎に転じ、塩鉄転運・揚子院留後をつとめた。王叔文が度支塩鉄転運副使として永貞革新を推進すると、程异も召し出されてその改革に協力した。王叔文が失脚すると、程异も連座して岳州刺史に左遷され、まもなく郴州司馬に降格された。元和初年、塩鉄使の李巽の推薦により、程异は侍御史に抜擢され、再び揚子院留後をつとめた。検校兵部郎中となり、淮南等五道両税使をつとめた。入朝して太府寺少卿となった。太府寺卿に進んだ。衛尉寺卿に転じ、御史中丞を兼ね、塩鉄転運副使をつとめた。
ときに淮西で呉元済の反乱が起こり、国費が不足していた。元和13年（818年）閏5月、程异は江淮から銭185万貫を進上した。これにより塩鉄転運使を専領し、御史大夫を兼ねた。9月、塩鉄転運使を領したまま、工部侍郎・同中書門下平章事（宰相）に転じた。元和14年（819年）4月、死去した。尚書左僕射の位を追贈された。諡は恭といった。
子に程巽があった。

## 伝記資料
- 『旧唐書』巻135 列伝第85
- 『新唐書』巻168 列伝第93